# فرهنگ در ازبکستان

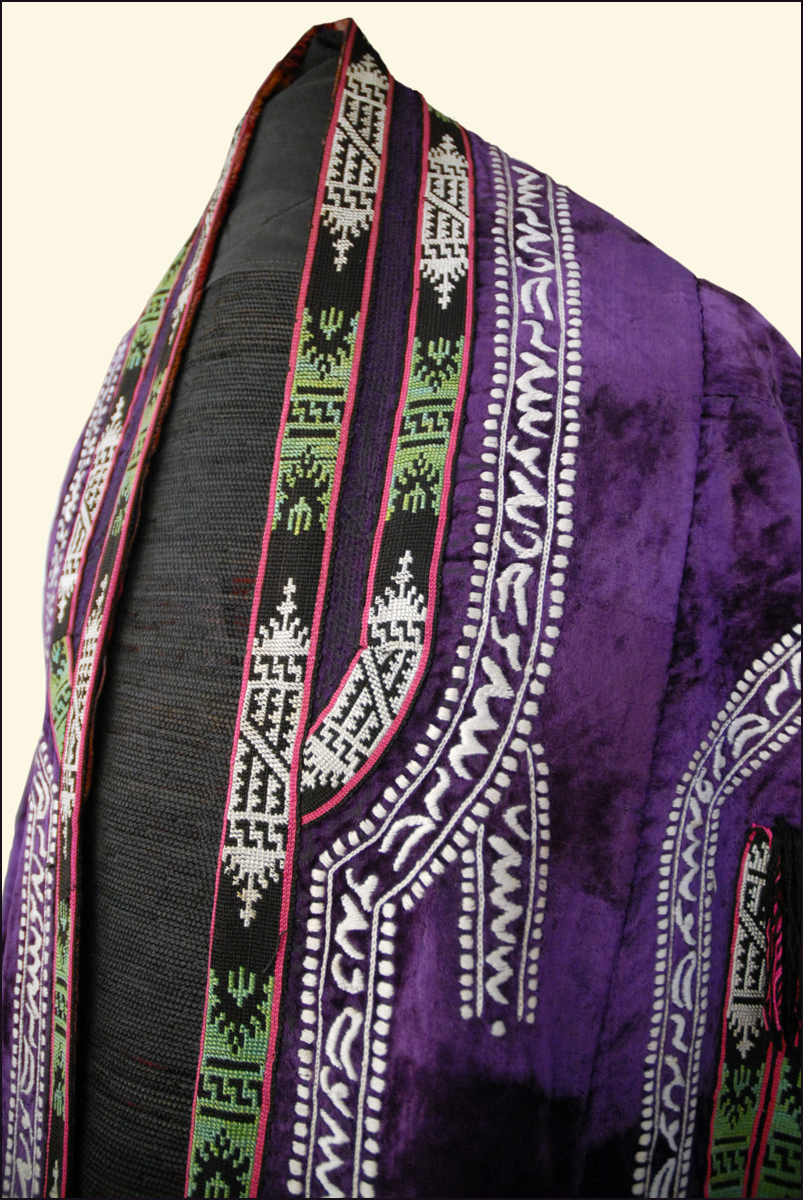
"پاراندجا"، جامه ای که زنان تا آنکه در سال ۱۹۲۷ ممنوع شود، می‌پوشیدند؛ که از پارچه‌های مخمل، ابریشم و گلدوزی دستباف است. نمایش در موزه هنرهای کاربردی در تاشکند، ازبکستان.

فرهنگ ازبکستان ترکیبی گسترده از اقوام و فرهنگ‌های قومی دارد، ازبک‌ها اکثریت گروه جمعیتی کشور را شامل می‌شوند. در سال ۱۹۹۵، حدود ۷۱٪ از جمعیت ازبکستان ازبک بودند. گروه‌های اصلی اقلیت روس‌ها (۸٫۴٪)، تاجیک‌ها (رسماً ۵٪، اما اعتقاد بر این است که بسیار بالاتر)، مردم قزاق (۴٫۱٪)، تاتارها (۲٫۴٪) و مردم قره‌قالپاق (۲٫۱٪) و سایر گروه‌های اقلیت شامل مردم ارمنی و کوریو سارام هستند. با این حال گفته می‌شود که به تدریج روسها و سایر اقلیت‌های اقلیم ساکن در ازبکستان تعداد افراد غیر بومی ساکن در ازبکستان رو به کاهش است و ازبک‌ها از دیگر قسمت‌های اتحاد جماهیر شوروی سابق بازمی‌گردند.

## میراث
اماکن میراث فرهنگی در ازبکستان که در فهرست میراث جهانی یونسکو قرار دارند شامل موارد زیر است:
- مرکز تاریخی بخارا (۱۹۹۳)
- مرکز تاریخی شهرسبز (۲۰۰۰)
- ایچان‌قلعه (۱۹۹۰)
- سمرقند - چهارراه فرهنگ (۲۰۰۱)

## غذا

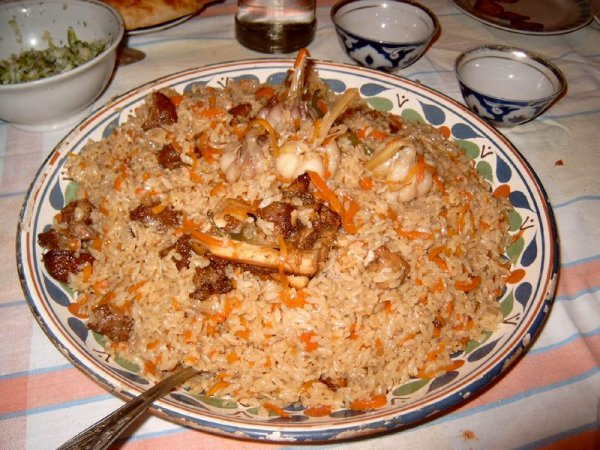
پلاو، غذای ملی در ازبکستان

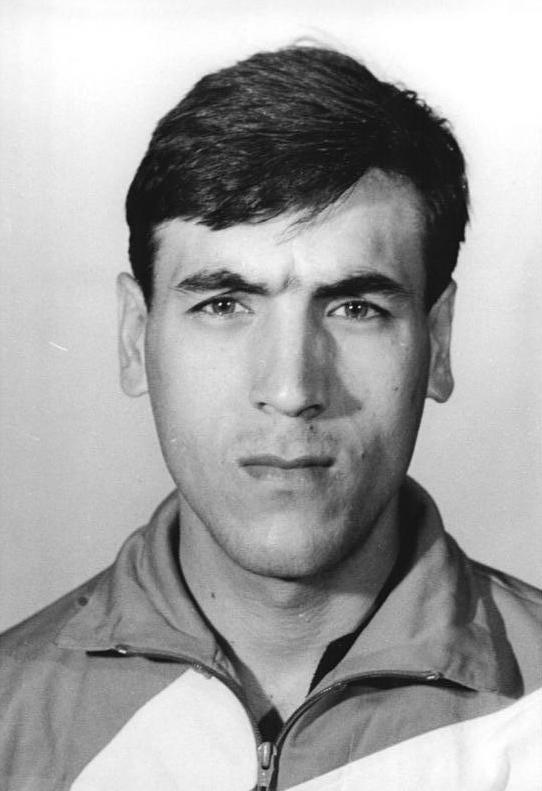
جمال‌الدین عبدوجاپاروف مشهورترین دوچرخه سوار در ازبکستان است که در سه مسابقه امتیاز تور دو فرانس موفق به پیروزی شد. عبدوجاپاروف همچنین یکی از سریعترین دوچرخه سواران جهان است.

غذاهای ازبکستان مانند بیشتر کشورها تحت تأثیر کشاورزی محلی است. کشاورزی غلات در ازبکستان وجود دارد، بنابراین نان و نودل از اهمیت بالایی برخوردار هستند و غذاهای ازبکستان به عنوان «غنی از رشته فرنگی» توصیف شده‌است. گوشت گوسفند به دلیل فراوانی گوسفند در این کشور از محبوبیت زیادی برخوردار است و بخشی از غذاهای مختلف ازبکی است.
از سنت‌های مردم ترک در سراسر آسیای مرکزی سهم می‌برد. ازبکستان مزارع غلات فراوانی دارد، از این رو نان و نودل از اهمیت ویژه‌ای در این آشپزی برخوردار است. عمده گوشت مصرفی در غذاهای ازبکی، گوشت گوسفند بوده که علت آن فراوانی تعداد گوسفندان این کشور است.

## ورزش
با گذشت قرن‌ها ورزش در ازبکستان بیشتر به صورت سنتی در ورزش‌های سوارکاری و کشتی شکل گرفته‌است. همچنین ورزش‌هایی همانند فوتبال، بسکتبال، بوکس، کشتی و جودو نیز در کشور ازبکستان وجود دارد.
فوتبال محبوب‌ترین ورزش در ازبکستان است. لیگ برتر فوتبال ازبکستان لیگ ازبکستان است که از سال ۲۰۱۰، قبل از ۱۶ سال، ۱۴ تیم را در اختیار دارد. قهرمان فعلی لوکوموتیو تاشکند می‌باشد و تیمی که بیشترین قهرمانی را دارد، تیم پاختاکور تاشکند با هشت قهرمانی است.
باشگاه‌های معروف در لیگ فوتبال ازبکستان شامل باشگاه فوتبال نسف قرشی، باشگاه فوتبال پاختاکور تاشکند و باشگاه فوتبال بنیادکار می‌باشند. تیم نسف قرشی در سال ۲۰۱۱ موفق به پیروزی در ای اف سی کاپ آسیا شد.
تیم فوتبال زیر شانزده سال ازبکستان در سال ۲۰۱۲ قهرمان مسابقات زیر شانزده سال آسیا شد. تیم زیر هجده سال ازبکستان نیز در سال ۲۰۱۸ قهرمانی مسابقات زیر هجده سال آسیا را بدست آورد. بهترین نتیجه تیم رده بزرگسال ازبکستان، حضور در یک چهارم نهایی جام ملت‌های ۲۰۱۱ آسیا بود.
روشن ایرماتوف داور ازبکستانی در پنج سال (۲۰۰۸٬۲۰۰۹٬۲۰۱۰٬۲۰۱۱٬۲۰۱۴) به عنوان بهترین داور آسیا انتخاب شد.
روسلان چاگائف بوکسور حرفه ای است که نماینده ازبکستان در اتحادیه جهانی بوکس است. وی پس از شکست دادن نیکولای والوئف روسی، در سال ۲۰۰۷ عنوان قهرمان WBA را کسب کرد. چگائف قبل از از دست دادن در برابر ولادیمیر کلیچکو در سال ۲۰۰۹، دو بار از عنوان خود دفاع کرد.